# Cooper Kupp
(en) Statistiques sur pro-football-reference
Cooper Douglas Kupp, né le 15 juin 1993 à Yakima dans l'État de Washington, est un sportif professionnel américain de football américain jouant au poste de wide receiver dans la National Football League (NFL) depuis la saison 2017 et pour la franchise des Seahawks de Seattle depuis la saison 2025.
Auparavant, il a joué au niveau universitaire pour les Eagles de l'université d'Eastern Washington (en) où il se voit décerner le Walter Payton Award 2015 et le Jerry Rice Award (en) 2013 tout en étant sélectionné à quatre reprises dans la première équipe All-American de la FCS (2013-2016).
Les Rams de Los Angeles le sélectionnent ensuite lors du troisième tour de la draft 2017 de la NFL.
Avec les Rams, il est désigné meilleur joueur offensif de la saison 2021 et MVP du Super Bowl LVI remporté au détriment des Bengals de Cincinnati. Il devient également le quatrième joueur de l'ère moderne à remporter la triple couronne après une saison 2021 où il améliore divers records de sa franchise.
Après huit saisons avec les Rams, il rejoint en mars 2025 la franchise des Seahawks de Seattle.

## Sa jeunesse
Kupp est né à Yakima dans l'état de Washington. Kupp est gradué du Lycée Davis (en) de Yakima en 2012 où il pratique le football américain et le basket-ball. Il est repris dans les sélections de l'état pour ces deux sports et obtient même une mention honorable pour l'Associated Press en football américain pour le poste de wide receiver. Kupp est également désigné par le Seattle Times comme un des 100 meilleurs espoirs de l'état de Washington en football américain.
Kupp est sélectionné comme wide receiver et comme defensive back de Davis dans l'équipe type de l'All-Columbia Basin Big Nine League. Il termine son année senior avec 60 réceptions pour un gain global de 1059 yards (moyenne de 17,7 par réception) et 18 touchdowns par la passe. Lors de son passage à Davis il inscrit un total de 22 touchdowns en réception, établissant un nouveau record de son lycée. Il réalise également 11 courses pour un gain de 122 yards, inscrivant deux touchdowns à la course. Il permet à son lycée d'accéder pour la première fois de son histoire au dernier tour précédant la phase éliminatoire de l'état de Washington. Kupp termine sa carrière au lycée Davis avec 110 réceptions pour un gain de 2 100 yards.
En basket-ball, il établit un nouveau record (23 victoires pour 2 défaites) du lycée tout en remportant le tournoi final de l'état lors de son année senior.

## Carrière universitaire

### 2012
Kupp intègre l'université d'Eastern Washington en 2012. Les Eagles dirigés par l'entraîneur principal Beau Baldwin, jouent en NCAA Division I FCS au sein de la Big Sky Conference. Kupp ne dispute pas de match officiel lors de sa première année ayant le statut de redshirt.

### 2013
En 2013, Kupp commence son année freshman comme titulaire au poste de wide receiver. Il termine la saison établissant plusieurs records de son équipe et de la NCAA Division I FCS, :
- plus grand nombre de yards gagnés en réception par un freshman sur la saison 1 691 yards
- plus grand nombre de touchdowns inscrits en réception sur la saison : 21
- plus grand nombre de matchs consécutifs en inscrivant un touchdown en réception : 14
- plus grand nombre de réceptions sur la saison : 93

Le 26 novembre 2013, Kupp est sélectionné dans l'équipe-type de la Conférence Big Sky et remporte le titre du freshman de l'année de cette conférence. Le 16 décembre 2013, Kupp remporte le Jerry Rice Award (en) décerné au meilleur joueur freshman de la NCAA Division I FCS. Il est le premier joueur d'Eastern Washington et de la Conférence Big Sky à remporter ce prix.
Kupp est sélectionné dans l'équipe type FCS du pays (All-American) ayant été honoré par les quatre plus importants organismes de sélection FCS soit dans l'American Football Coaches Association (en), l'Associated Press, The Sports Network et la Walter Camp Football Foundation (en). Kupp devient le premier joueur freshman au poste de wide receiver à être sélectionné en équipe type du pays (All-American) depuis Randy Moss en 1996.
Le 9 janvier 2014, Kupp reçoit le trophée du meilleur wide receiver FCS 2013 lors des College Football Performance Awards. Il succède à ce palmarès au wide receiver Brandon Kaufman (en) également des Eagles d'Eastern Washington.

### 2014
Kupp clôture sa saison sophomore avec 104 réceptions pour un gain de 1 431 yards et 16 touchdowns en 13 matchs. Il est sélectionné dans l'équipe-type FCS (All-American) par l'AFCA, l'AP, et TSN pour la seconde saison consécutive. I est également sélectionné dans l'équipe-type de la Conférence Big Sky au poste de wide receiver pour la seconde saison consécutive et est également sélectionné dans la troisième équipe-type de cette conférence pour le poste de punt returner. Kupp est classé 18e Walter Payton Award 2014.

### 2015
Kupp termine sa saison 2015 avec un bilan de 114 réceptions pour un gain de 1 642 yards et 19 touchdown en 11 matchs.
Kupp améliore ainsi le record de réceptions sur une saison de la Conférence Big Sky, neuvième meilleure performance de l'histoire de la FCS. Kupp est sélectionné comme wide receiver dans l'équipe-type de la Conférence Big Sky pour la troisième saison consécutive et est désigné MVP offensif de cette conférence. Il n'est que le second WR désigné MVP de cette conférence lors des 42 dernières années. Il remporte en plus le Walter Payton Award devenant le troisième joueur d'Eastern Washington et le second WR (après Brian Finneran (en) des Wildcats de Villanova en 1997) à remporter ce prix.

### 2016
Le 30 novembre 2015, Kupp déclare qu'il effectuera son année senior en NCAA même s'il a pensé se présenter à la draft 2016 de la NFL. Il était sur le point de battre presque toutes les records en réception sur une carrière en FCS au cours de cette dernière saison.
Il termine la saison avec un bilan de 117 réceptions pour un gain de 1 700 yards et 17 touchdowns.
Il compilera eu cours de sa carrière universitaire 428 réceptions pour un gain de 6 464 yards établissant deux nouveaux records FCS détenus jusqu'alors par Terrell Hudgins (en) des Phoenix d'Elon (de 2006 à -2009) avec 395 receptions et 5 250 yards. Les 73 touchdowns inscrits en réception au cours de sa carrière universitaire constituent également un record FCS, dépassant les 58 inscrits entre 2003 et 2006 par David Ball (en) des Wildcats du New Hampshire.

## Carrière professionnelle

### Draft
Kupp est considéré comme un futur choix de 2e ou 3e tour par les experts et scouts de la draft NFL et est classé 8e meilleur wide receiver par DraftScout.com.
| Taille              | Poids          | Bras           | Main          | Sprint   | Sprint   | Sprint   | Shuttle 20 yards | 3 cones drill | Détente       | Détente             | Développé couché | Test Wonderlic |
| Taille              | Poids          | Bras           | Main          | 40 yards | 10 yards | 20 yards | Shuttle 20 yards | 3 cones drill | verticale     | horizontale         | Développé couché | Test Wonderlic |
| 1,87 m (6 ft 1⅝ in) | 93 kg (204 lb) | 80 cm (31½ in) | 24 cm (9½ in) | 4,62 s   | 1,62 s   | 2,69 s   | 4,08 s           | 6,75 s        | 79 cm (31 in) | 2,95 cm (9 ft 8 in) | -                | 37             |

Les Rams de Los Angeles sélectionnent Kupp en 69e choix global lors du 3e tour de la draft 2017 de la NFL. Il est le 7e wide receiver sélectionné lors de la draft et il devient le deuxième plus haut choix de l'histoire des Eagles d'Eastern Washington derrière Michael Roos (en) sélectionné en 41e choix lors du 2e tour de la draft 2005,. Il est rejoint chez les Rams par son coéquipier Samson Ebukam sélectionné en 125e choix lors du 4e tour

### Rams de Los Angeles

#### 2017
Le 9 juin 2017, Kupp signe avec les Rams de Los Angeles un contrat de quatre ans pour 3,83 millions de $ incluant un bonus à la signature de 954 760 $,,.
Kupp est mis en concurrence avec Tavon Austin, Robert Woods, Mike Thomas (en), Bradley Marquez (en), Pharoh Cooper (en) et Josh Reynolds (en) lors des camps d'entraînement pour une place de titulaire au poste de wide receiver, place libérée à la suite du départ de Kenny Britt lors de la free agency. L'entraîneur principal Sean McVay le désigne comme quatrième titulaire à ce poste avec Sammy Watkins, Robert Woods et Tavon Austin.
Kupp fait ses débuts en NFL lors du premier match de la saison contre les Colts d'Indianapolis et il effectue 4 réceptions pour un gain de 76 yards dont un touchdown de 18 yards (le premier de sa carrière NFL) à la suite d'une passe du quarterback Jared Goff (victoire 46-9). En 4e semaine, lors de la victoire 35 à 30 contre les Cowboys de Dallas, Kupp réussit cinq réceptions pour un gain de 60 yards inscrivant un nouveau touchdown.
En 7e semaine, à Londres (victoire 33 à 0 contre les Cardinals de l'Arizona), il réceptionne quatre ballons pour un gain de 51 yards inscrivant un touchdown de 18 yards. Lors des sept premiers matchs, Kupp est la cible principale des Rams en zone rouge (red zone) avec sept réceptions et devient le meilleur receveur de Jared Goff dans ce secteur ainsi qu'en troisième tentative (3e down). Il se classe quatrième cible en zone rouge de la NFL derrière Davante Adams, Larry Fitzgerald et Dez Bryant lesquels avaient été ciblés à 20 reprises. En 9e semaine, Kupp débute pour la première fois de sa carrière en NFL comme titulaire. Il réceptionne trois ballons pour un gain de 54 yards lors de la victoire 51 à 17 contre les Giants de New York. À domicile en 10e semaine, il réussit six réception (record de sa saison) pour un gain de 47 yards (victoire 33 à 7 contre les Texans de Houston,.
Pendant la 12e semaine contre les Saints de La Nouvelle-Orléans (victoire 26 à 20), Kupp gagne pour la première fois de sa carrière plus de 100 yards en réception (116 yards). En 14e semaine contre les Eagles de Philadelphie, il comptabilise cinq réceptions pour un gain de 118 yards en inscrivant un touchdown. En décembre, Kupp est titulaire à temps plein au poste de wide receiver et termine sa saison avec 62 réceptions pour 869 yards et cinq touchdowns
The Rams gagnent la division NFC West avec un bilan de 11 victoires pour 5 défaites. Le 6 janvier 2018, Kupp joue son premier match de séries éliminatoires NFL. Il effectue huit réceptions pour un gain de 69 yards inscrivant un touchdown mais les Rams perdent le match 13 à 26 contre les Falcons d'Atlanta en match de wild card NFC au Los Angeles Memorial Coliseum.
Après la saison, Kupp est sélectionné dans l'équipe-type des débutants pour la saison 2017 par la Pro Football Writers Association (en).

#### 2018
L'entraîneur principal McVay désigne Kupp comme titulaire au poste de wide receiver pour la saison 2018 aux côtés de Robert Woods et de la nouvelle acquisition de la franchise Brandin Cooks. En 4e semaine, Kupp réceptionne neuf ballons pour un gain de 162 yards inscrivant deux touchdowns (son record jusqu'à présent en un match) dont un de 70 yards lors de la victoire 38 à 31 contre les Vikings du Minnesota. Une semaine plus tard, il se blesse au genou contre les Broncos de Denver (victoire 23 à 20) et doit quitter le terrain. Il va rater les deux prochains matchs. Kupp rejoue en 9e semaine contre les Saints de La Nouvelle-Orléans (défaite 35 à 45) réussissant cinq réceptions pour un gain de 89 yards dont une amenant un touchdown de 41 yards dans le 4e quart temps. En 10e semaine, lors du quatrième quart temps du match gagné 36 à 31 contre les Seahawks de Seattle, Kuppe se blesse seul. Une IRM confirmera une lésion du ligament croisé antérieur ce qui met un terme prématuré à sa saison,. Il termine la saison sur un bilan de 40 réceptions pour un gain de 566 yards et six touchdowns en huit matchs. Sans Kupp blessé, les rams accèdent au Super Bowl LIII qu'ils perdent 3 à 13 contre les Patriots de la Nouvelle-Angleterre.

#### 2019
Kupp est remis de sa blessure et peut jouer le premier match de la saison des Rams contre les Panthers de la Caroline. Lors de cette victoire 30 à 27, il totalise 7 réceptions pour un gain de 46 yards. En 2e semaine, victoire 27 à 9 contre les Saints de La Nouvelle-Orléans, il effectue cinq réceptions pour un gain de 120 yards. La semaine suivante, (victoire 30 à 13 contre les Browns de Cleveland, Kupp réceptionne onze ballons pour un gain de 112 yards et deux touchdowns. En 4e semaine contre les Buccaneers (défaite 0-55), Kupp réussit neuf réceptions pour un gain de 121 yards et un touchdown. Kupp maintient sa cadence en 5e semaine chez les Seahawks (défaite 29-30), réussissant neuf réceptions pour un gain de 117 yards et un touchdown. En 8e semaine contre les Bengals (victoire 24-10), il réussit cinq réceptions pour un gain de 220 yards et un touchdown. C'est la première fois de sa carrière NFL qu'il dépasse les 200 yards en réception sur un match. En 10e semaine chez les Steelers (défaite 12-17), il rate les quatre réceptions de passe tentées vers lui. Son dernier matchs NFL sans réception était lors de la 6e semaine de la saison 2018.
Kupp termine la saison 2019 avec 94 réceptions pour un gain cumulé de 1 161 yards et dix touchdowns.

#### 2020
Le 11 mai 2020, après qu'il a joué ses trois première saison NFL avec le no 18, Kupp se voit attribuer le no 10, numéro qu'il portait à l'université d'Eastern Washington. Le 12 septembre 2020, Kupp signe une extension de contrat de trois ans avec les Rams pour un montant de 48 millions de $. En 3e semaine contre les Bills de Buffalo (défaite 32-35), il gagne 107 yards à la passe et inscrit un touchdown. La semaine suivante contre les Giants de New York (victoire 17-9), il inscrit un touchdown de 55 yards en réception en fin de quatrième quart temps.
Ayant contracté le Covid-19, il est placé sur la liste des réservistes par les Rams le 29 décembre 2020. Il est réactivé le 6 janvier 2021 et participe au match de Wild Card contre les Seahawks de Seattle mais se blesse au genou. Il ne participe pas à la défaite des siens lors du tour de division joué contre les Packers de Green Bay.
Kupp termine la saison 2020 avec 92 réceptions pour un gain cumulé de 974 yards et 3 touchdowns en ayant gagné au moins 100 yards en réceptions au cours de trois matchs. Il mène les statistiques de son équipe au nombre de réceptions et au nombre de yards gagnés en réceptions sur la saison.

#### 2021 - Super Bowl LVI
La performance de Cooper Kupp au cours de la saison 2021 est une des plus remarquable au niveau des receveurs de l'histoire de la NFL.
Avec l'arrivée du quarterback Matthew Stafford avant le début de la saison, Kupp commence la saison en fanfare. Lors des trois premiers matchs, il totalise 25 réceptions pour un gain cumulé de 367 yards et 5 touchdowns. Pendant cette période, il réalise la meilleure performance de la saison lors du match contre les Colts d'Indianapolis gagnant 163 yards et inscrivant 2 touchdowns en réception. En 6 et 7e semaine, il totalise respectivement 9 réceptions pour 130 yards et 10 réceptions pour 156 yards inscrivant 2 touchdowns lors des matchs joués contre les Giants de New York et les Lions de Détroit,. Les six derniers matchs de la saison régulière ont été très productifs pour Kupp avec une moyenne de 118,3 yards gagnés par match et 6 touchdowns au total.
Il est désigné meilleur joueur offensif NFC pour les mois de septembre et octobre
Kupp établit deux nouveaux records de la franchise avec ses 145 réceptions réussies et ses 1947 yards gagnés en réception sur une saison. Avec 16 touchdowns inscrits en réception sur la saison, il se classe 2e de la franchise derrière les 17 touchdowns inscrits en 1951 par Elroy Hirsch. En fin de saison régulière, ces performances lui permettent d'être sélectionné au Pro Bowl et dans l'équipe type de la NFL,,.
Au terme de la saison régulière, il remporte la triple couronne puisqu'il mène les statistiques de la Ligue au nombre de réceptions, au nombre de touchdowns inscrits en réception et au nombre de yards gagnés en réception. Il est le premier joueur à le faire depuis Steve Smith Sr. en 2005,.
Avec ses 1947 yards gagnés en réception et ses 145 réceptions, il se classe respectivement deuxième de la l'histoire de la NFL derrière les 1964 yards gagnés par Calvin Johnson en 2012 et les 149 réceptions de Michael Thomas en 2019.
Les Rams se qualifient pour la série éliminatoire avec un bilan de 12 victoires pour 5 défaites. Ils battent 34-11 les Cardinals de l'Arizona lors du tour de Wild Card. Kupp y enregistre 5 réceptions pour 61 yards et 1 touchdown. Il effectue ensuite 9 réceptions pour un gain de 183 yards et 1 touchdown lors du tour de division remporté 30 à 27 contre les Buccaneers de Tampa Bay. Il y effectue une réception cruciale de 44 yards ayant permis aux Rams de gagner assez de terrain pour inscrire le field goal de la victoire. En finale de conférence NFC contre les 49ers de San Francisco (victoire 20-17), Kupp effectue 11 réceptions pour un gain cumulé de 142 yards et 2 touchdowns.
Les Rams se qualifient pour le Super Bowl LVI où ils rencontrent les Bengals de Cincinnati. Kupp inscrit le premier touchdown de sa carrière en Super Bowl à la suite d'une réception de 11 yards lors du 2e quart temps. Au cours de la série victorieuse du 4e quart temps, lui et son quarterback Matthew Stafford se connectent à plusieurs reprises. Il conclut la série avec un deuxième touchdown en réception qui donne la victoire aux Rams. Il se voit décerner le titre de MVP du Super Bowl LVI à la suite de cette performance.

#### 2022
Le 9 juin 2022, Kupp signe avec les Rams une extension de contrat de trois ans pour un montant de 80 millions de $.
Lors du match inaugural de la saison perdu 10-31 contre Buffalo, Kupp effectue 13 réceptions pour un gain total de 128 yards et un touchdown. La semaine suivante (victoire 31 à 27 contre Atlanta), il gagne 108 yards en 11 réceptions et inscrit deux touchdowns. Lors des 4e et 5e semaines, il effectue respectivement 14 et 7 réceptions pour des gains de 122 et 125 yards,.
Lors de la défaite 17 à 27 contre les Cardinals en 10e semaine, Kupp subit une entorse à la cheville, qui a nécessité par la suite une intervention chirurgicale. Le 15 novembre 2022, il est placé sur la liste des blessés pour le reste de la saison. Sur les neuf matchs disputés, il totalise 75 réceptions pour un gain cumulé de 812 yards et six touchdowns, les Rams terminant la saison avec un bilan négatif de 5-12.

##### 2023
Le 9 septembre 2023, Kupp est placé sur la liste des réservistes blessés pour commencer la saison en raison d'une blessure persistante aux ischio-jambiers. Il est réactivé le 7 octobre, avant le match de la 5e semaine contre les Eagles. Il y réalise huit réceptions pour un gain de 118 yards malgré la défaite. Lors du match suivant (victoire contre les Cardinals), il réalise sept réceptions pour un gain 148 yards en inscrivant un touchdown. Au cours de la 14e semaine, lors d'une défaite serrée contre les Ravens, il effectue huit réceptions pour un gain de 115 yards en inscrivant un touchdown. La semaine suivante (victoire contre les Commanders, il totalise huit réceptions pour 111 yards et un touchdown.
Sur la saison 2023, il a débuté les 12 matchs de saison régulière auxquels il a participé, effectuant 59 réceptions pour un gain cumulé de 737 yards et cinq touchdowns.

#### 2024
Kupp commence la saison par une défaite en prolongation contre les Lions, affichant un total de 14 réceptions pour égaler son record en carrière, ainsi qu'un gain de 110 yards pour un touchdown inscrit. En 2e semaine contre les Cardinals, Kupp se blesse à la cheville au cours du deuxième quart-temps ce qui met un terme à son match. Kupp revient en 8e semaine lors de la victoire 30 à 20 contre les Vikings, réussissant cinq réceptions pour un gain total de 51 yards et un touchdown. Une semaine plus tard, Kupp réussit 11 réceptions pour 104 yards lors de la victoire 26 à 20 en prolongation à Seattle. Lors de ce match, il dépasse les 600 réceptions en carrière et devient le troisième meilleur receveur de l'histoire de sa franchise derrière Isaac Bruce (942) et Torry Holt (869). Deux semaines plus tard, Kupp effectue six réceptions pour 106 yards et deux touchdowns lors d'une victoire 28 à 22 contre les Patriots. Ces deux touchdowns lui permettent d'être classé troisième meilleur receveur au nombre de touchdowns inscrits en carrière en reéceptions, derrière Bruce (84) et Holt (74) tot en devançant Elroy Hirsch, membre du Pro Football Hall of Fame. Contre les 49ers en 15e semaine, Kupp ne réussit aucune réception pour la troisième fois seulement de sa carrière professionnelle, mettant ainsi un terme à une série de 69 matchs consécutifs avec au  moins une réception. Il termine la saison 2024 avec 67 réceptions pour unn gain total de 710 yards et six touchdowns en réception.
Le 3 février 2025, Kupp annonce que la direction des Rams l'a informé qu'il ne figurait plus dans les plans de l'équipe et qu'elle avait l'intention de l'échanger au cours de l'intersaison 2025. Les Rams n'ayant pas trouvé d'échange avec une autre franchise, Kupp est finalement libéré le 12 mars 2025.

### Seahawks de Seattle
Le 14 mars 2025 , Kupp signe un contrat de trois ans pour un montant de 45 millions de dollars avec les Seahawks de Seattle, rejoignant l'équipe qu'il supportait lorsqu'il était jeune . Après son départ  émouvant des Rams où il vivait une situation difficile et frustrante, le receveur a déclaré qu'il avait hâte d'affronter son ancienne équipe deux fois par saison bien que ce facteur n'ait pas influencé le choix de sa nouvelle franchise.  

## Statistiques

### Universitaires
| Année  | Équipe                      | Statut | MJ |     | Passes réceptionnées | Passes réceptionnées | Passes réceptionnées | Passes réceptionnées |       | Courses | Courses | Courses | Courses |
| Année  | Équipe                      | Statut | MJ | Nb. | Yards                | Moy.                 | TD                   | Nb.                  | Yards | Moy.    | TD      |         |         |
| 2013   | Eagles d'Eastern Washington | Fr.    | 15 | 093 | 1 691                | 06,2                 | 21                   | 1                    | 13    | 13,0    | 0       |         |         |
| 2014   | Eagles d'Eastern Washington | So.    | 13 | 104 | 1 431                | 08,0                 | 16                   | 1                    | 10    | 10,0    | 0       |         |         |
| 2015   | Eagles d'Eastern Washington | Jr.    | 11 | 114 | 1 642                | 10,4                 | 19                   | 1                    | 02    | 02,0    | 0       |         |         |
| 2016   | Eagles d'Eastern Washington | Sr.    | 13 | 117 | 1 700                | 09,0                 | 17                   | 0                    | 0     | 00,0    | 0       |         |         |
| Totaux | Totaux                      | Totaux | 52 | 428 | 6 464                | 08,4                 | 73                   | 3                    | 25    | 8,2     | 0       |         |         |

### Professionnelles
| Année         | Équipe              | MJ  |                | Passes réceptionnées | Passes réceptionnées | Passes réceptionnées | Passes réceptionnées |                | Courses        | Courses        | Courses | Courses |  | Fumbles | Fumbles |
| Année         | Équipe              | MJ  | Nb.            | Yards                | Moy.                 | TD                   | Nb.                  | Yards          | Moy.           | TD             | Nb.     | Perdus  |  |         |         |
| 2017          | Rams de Los Angeles | 15  | 062            | 0 869                | 14,0                 | 05                   | 0                    | 0              | 0,0            | 0              | 1       | 1       |  |         |         |
| 2018          | Rams de Los Angeles | 08  | 040            | 0 566                | 14,2                 | 06                   | 4                    | 25             | 6,3            | 0              | 0       | 0       |  |         |         |
| 2019          | Rams de Los Angeles | 16  | 094            | 1 161                | 12,4                 | 10                   | 2                    | 04             | 2,0            | 0              | 3       | 0       |  |         |         |
| 2020          | Rams de Los Angeles | 15  | 092            | 0 974                | 10,6                 | 03                   | 4                    | 33             | 8,3            | 0              | 1       | 1       |  |         |         |
| 2021          | Rams de Los Angeles | 17  | 145            | 1 957                | 13,4                 | 16                   | 4                    | 18             | 4,5            | 0              | 0       | 0       |  |         |         |
| 2022          | Rams de Los Angeles | 09  | 075            | 0 812                | 10,8                 | 06                   | 9                    | 52             | 5,8            | 1              | 2       | 1       |  |         |         |
| 2023          | Rams de Los Angeles | 12  | 059            | 0 737                | 12,5                 | 05                   | 1                    | -3             | - 3,0          | 0              | 0       | 0       |  |         |         |
| 2024          | Rams de Los Angeles | 12  | 067            | 0 710                | 10,6                 | 06                   | 2                    | 10             | 05,0           | 0              | 1       | 0       |  |         |         |
| 2025          | Seahawks de Seattle | ?   | Saison à venir | Saison à venir       | Saison à venir       | Saison à venir       | Saison à venir       | Saison à venir | Saison à venir | Saison à venir | ?       | ?       |  |         |         |
| Totaux en NFL | Totaux en NFL       | 104 | 6              | 7 776                | 12,3                 | 57                   | 26                   | 139            | 5,4            | 1              | 7       | 3       |  |         |         |

| Année         | Équipe              | MJ |              | Passes réceptionnées | Passes réceptionnées | Passes réceptionnées | Passes réceptionnées      |                           | Courses                   | Courses                   | Courses | Courses |  | Fumbles | Fumbles |
| Année         | Équipe              | MJ | Nb.          | Yards                | Moy.                 | TD                   | Nb.                       | Yards                     | Moy.                      | TD                        | Nb.     | Perdus  |  |         |         |
| 2017          | Rams de Los Angeles | 1  | 08           | 069                  | 08,6                 | 1                    | 0                         | 0                         | 0,0                       | 0                         | 0       | 0       |  |         |         |
| 2018          | Rams de Los Angeles | 0  | N'a pas joué | N'a pas joué         | N'a pas joué         | N'a pas joué         | à la suite d'une blessure | à la suite d'une blessure | à la suite d'une blessure | à la suite d'une blessure | -       | -       |  |         |         |
| 2020          | Rams de Los Angeles | 1  | 04           | 078                  | 19,5                 | 0                    | 0                         | 0                         | 0,0                       | 0                         | 0       | 0       |  |         |         |
| 2021          | Rams de Los Angeles | 4  | 33           | 478                  | 14,5                 | 6                    | 2                         | 5                         | 2,5                       | 0                         | 1       | 1       |  |         |         |
| 2023          | Rams de Los Angeles | 1  | 05           | 027                  | 05,4                 | 0                    | 0                         | 0                         | 0,0                       | 0                         | 0       | 0       |  |         |         |
| 2024          | Rams de Los Angeles | 2  | 06           | 090                  | 15,0                 | 0                    | 0                         | 0                         | 0,0                       | 0                         | 0       | 0       |  |         |         |
| Totaux en NFL | Totaux en NFL       | 9  | 56           | 742                  | 13,3                 | 7                    | 2                         | 5                         | 2,5                       | 0                         | 1       | 1       |  |         |         |

## Trophées et performances

### Trophées NFL
- Super Bowl (1) :
  - Vainqueur du Super Bowl LVI ;
  - MVP du Super Bowl LVI ;
- Titre de la conférence NFC (2) : 2018 et 2021 ;
- Joueur offensif NFL de l'année (1) : 2021 ;
- Équipe type All-Pro (1) : 2021 ;
- Pro Bowl (1) : 2021 ;
- Joueur offensif NFL de l'année par PFWA (1) : 2021 ;
- Leader NFL au nombre de réceptions : 2021 ;
- Leader NFL au nombre de yards gagnés en réception : 2021 ;
- Leader NFL au nombre de touchdowns inscrits en réception : 2021 ;
- Sélectionné dans l'équipe type des débutants (rookie) par PFWA : 2017 ;
- Top 100 des joueurs de la NFL : 89e en 2020, 4e en 2022, 47e en 2023 et 69e en 2024 ;
- Joueur offensif NFC du mois (2) : 2021, septembre et octobre.

### Records NFL
- Plus grand nombre de yards gagnés sur une saison par un receveur par rapport à la ligne d'engagement :  1 965 (en 2021) ;
- Plus grand nombre de yards gagnés sur une saison par un receveur (play-offs compris) : 2 425 (en 2021) ;
- Plus grand nombre de yards gagnés sur une saison par un receveur par rapport à la ligne d'engagement (play-offs compris) : 2 458 (en 2021)[117] ;
- Premier receveur à plus de 2000 yards gagnés sur une saison, play-offs compris[117] ;
- Plus grand nombre de matchs consécutifs avec + de 90 yards gagnés en réception : 13 (en 2021) ;
- Plus grand nombre de matchs consécutifs avec + de 90 yards gagnés en réception sur une saison : 16 (en 2021) ;
- Plus grande nombre de réceptions lors d'une série éliminatoire : 33 (en 2021)

### Records de la franchise
- Plus grand nombre de réception sur une saison : 145 (en 2021) ;
- Plus grand nombre de yards gagnés en réception sur une saison : 1 947 (en 2021).

### En NCAA Division I FCS
- Vainqueur du Jerry Rice Award : 2013[118] ;
- Vainqueur du Walter Payton Award : 2015[119] ;
- Meilleur statistiques FCS pour un joueur offensif : 2015[120] ;
- Joueur offensif de l'année en Big Sky Conference (2) : 2015 et 2016[121] ;
- Meilleur joueur Freshman de l'année en Big Sky Conference : 2013[122] ;
- Trophée du meilleur wide receiver FCS (2) : 2013 et 2015[123] ;
- Sélectionné dans l'équipe type FCS par AFCA, AP et STATS (4) : 2013, 2014, 2015 et 2016[124] ;
- Sélectionné dans l'équipe type FCS par WCFF (3) : 2013, 2015 et 2016[125] ;
- Sélectionné dans l'équipe type de la Division I Academic par CoSIDA (2) : 2015 et 2016[126] ;
- Sélectionné dans la deuxième équipe type de la Division I Academic par CoSIDA (1) : 2014 ;
- Sélectionné dans l'équipe type des wide receivers de la Big Sky Conference (4) : 2013, 2014, 2015 et 2016[127] ;
- Sélectionné dans la deuxième équipe des punt returners de la Big Sky Conference : 2016[128] ;
- Sélectionné dans la troisième équipe des punt returners de la Big Sky Conference : 2014 ;
- Leader FCS au nombre de yards gagnés en réception : 6 464[129] ;
- Leader FCS au nombre des réceptions : 428[130]
- Leader FCS au nombre des touchdowns inscrits en réception : 73[130]

## Vie privée
Kupp est le fils de l'ancien quarterback NFL Craig Kupp (en) sélectionné lors du cinquième tour de la draft 1990 de la NFL par les Giants de New York. Il jouait au niveau universitaire pour la Pacific Lutheran University (en). Il a également joué pour les Cardinals de Phoenix et les Cowboys de Dallas en NFL. Son plus jeune frère Ketner Kupp a également joué pour les Eagles d'Eastern Washington. Il est ensuite engagé par les Rams de Los Angeles comme agent libre en 2019. Il participe aux camps d'entraînement et aux matchs d'avant-saison mais ne fait pas partie de l'effectif final.
Son grand-père, Jake Kupp (en), a joué comme joueur de ligne offensif pour l'université de Washington. Il est sélectionné lors du neuvième tour de la draft 1964 de la NFL par les Cowboys de Dallas et joue entre 1964 et 1975 au poste de garde, respectivement pour les Cowboys de Dallas, les Redskins de Washington, Falcons d'Atlanta et les Saints de La Nouvelle-Orléans. Il est sélectionné dans l'équipe-type des débutants (rookies) de la NFL et est intronisé au Pro Football Hall of Fame en 1991.
Kupp entretient une relation d'amitié avec le quarterback des Lions de Détroit Jared Goff après avoir vécu ensemble quelques semaines après la draft. Ils se sont entraînés ensemble, mais ont également analysé des films, étudié les schémas défensifs et appris ensemble le répertoire des actions de jeu (playbooken anglais). Leur relation est comparable à celle liant le quarterback Tom Brady et son wide receiver Julian Edelman,.
Kupp est un chrétien pratiquant.
C'est à l'université d'Eastern Washington que Kupp rencontre sa future épouse, Anna Croskrey. Le couple s'est marié en juin 2015 et ils ont trois garçons,. La famille vit à Westlake Village en Californie pendant la saison de football américain et à Wilsonville dans l'Oregon pendant l'inter-saison.